# Xã Dent, Quận Woodruff, Arkansas
Xã Dent (tiếng Anh: Dent Township) là một xã thuộc quận Woodruff, tiểu bang Arkansas, Hoa Kỳ. Năm 2010, dân số của xã này là 256 người.